# Ескадрені міноносці типу «Рівер» (Канада)
Не варто плутати з іншими кораблями на ім'я «Рівер»
Ескадрені міноносці типу «Рівер» (Канада) (англ. River-class destroyer) — група військових кораблів з 14 ескадрених міноносців різного типу, що поставлялися британськими суднобудівельними компаніями напередодні та під час Другої світової війни Королівському ВМФ Канади.
Есмінці типу «Рівер» усі взяли участь у Другій світовій війні, й переважна більшість з них, мала споконвічне корабельне озброєння, що було встановлене ще на стадії виготовлення кораблів. Однак, поступово артилерійське й зенітне озброєння ескадрених міноносців удосконалювалось. На деяких кораблях були демонтовані артилерійські системи, замість них встановлювались додаткові торпедні апарати й бомбоскидувачі для глибинних бомб. Але більш всього модернізації піддавались системи зв'язку, радари, корабельні системи управління вогнем артилерії.
За час битви за Атлантику канадські есмінці «Рівер» грали виключну роль у супроводженні океанських конвоїв та становили кістяк усього флоту ескадрених міноносців флоту Канади. У боях, конвоях та внаслідок аварій загинула частина кораблів: «Фрейзер» та «Марджері» постраждали та затонули у результаті корабельних аварій у 1940 році; перший «Оттава» був торпедований німецьким підводним човном U-91, «Скина» затонув у шторм біля острову Відей в Ісландії; «Сагне» зіткнувся з судном та втратив свій ніс, тому більше участі в боях не брав. Решта кораблів провоювала до кінця війни й з часом була утилізована.

## Ескадрені міноносці типу «Рівер»

### Ескадрені міноносці типу «A»
| № | Корабель Великої Британії | Корабель Канади | Номер вимпелу Канади | На честь річки | Виготовлювач                           | Закладено       | Спущено        | У строю        | Передано до ВМФ Канади | Статус |
| - | ------------------------- | --------------- | -------------------- | -------------- | -------------------------------------- | --------------- | -------------- | -------------- | ---------------------- | --- |
| 1 | —                         | «Сагне»         | D79 (згодом I79)     | Сагне          | John I. Thornycroft & Company, Вулстон | 27 вересня 1929 | 11 липня 1930  | 21 травня 1931 | 3 липня 1931           | 15 листопада 1942 року зіткнувся з панамським вантажним судном Azra неподалік від мису Кейп-Рейс, Ньюфаундленд, зазнав важких пошкоджень; використовувався в ролі тренувального судна; розібраний на брухт у 1946 |
| 2 | —                         | «Скина»         | D59 (згодом I59)     | Скина          | John I. Thornycroft & Company, Вулстон | 14 жовтня 1929  | 10 жовтня 1930 | 10 червня 1931 | 3 липня 1931           | 24 жовтня 1944 року затонув унаслідок шторму на якірній стоянці в гавані Рейк'явіка |

### Ескадрені міноносці типу «C»
| № | Корабель Великої Британії | Корабель Канади | Номер вимпелу Канади | На честь річки    | Виготовлювач                         | Закладено       | Спущено         | У строю        | Передано до ВМФ Канади | Статус |
| - | ------------------------- | --------------- | -------------------- | ----------------- | ------------------------------------ | --------------- | --------------- | -------------- | ---------------------- | --- |
| 1 | «Кемпенфельт»*            | «Ассінібойн»    | I18                  | Ассінібойн        | J. Samuel White, Коуз                | 18 жовтня 1930  | 29 жовтня 1931  | 30 травня 1932 | 19 жовтня 1939         | 10 листопада 1945 під час буксирування на розбирання сів на мілину біля Острова Принца Едварда; розібраний у 1952 на брухт |
| 2 | «Кресент»                 | «Фрейзер»       | H48                  | Фрейзер           | Vickers-Armstrongs, Барроу-ін-Фернес | 1 грудня 1930   | 29 вересня 1931 | 1 квітня 1932  | 17 лютого 1937         | 25 червня 1940 року загинув у результаті зіткнення з крейсером ППО «Калькутта» в естуарії Жиронди                          |
| 3 | «Крусейдер»               | «Оттава» (H60)  | H60                  | Оттава            | HMNB Portsmouth, Портсмут            | 12 вересня 1930 | 30 вересня 1931 | 2 травня 1932  | 15 червня 1938         | 14 вересня 1942 року загинув у результаті атаки німецького підводного човна U-91 поблизу узбережжя Канади                  |
| 4 | «Комет»                   | «Рестігуш»      | H00                  | Рестігуш          | HMNB Portsmouth, Портсмут            | 12 вересня 1930 | 30 вересня 1931 | 2 червня 1932  | 11 червня 1938         | 1946 розібраний на брухт                                                                                                   |
| 5 | «Сігнет»                  | «Сен-Лорен»     | H83                  | Святого Лаврентія | Vickers-Armstrongs, Барроу-ін-Фернес | 1 грудня 1930   | 29 вересня 1931 | 15 квітня 1932 | 17 лютого 1937         | проданий на металобрухт у 1947                                                                                             |

### Ескадрені міноносці типу «D»
| № | Корабель Великої Британії | Корабель Канади | Номер вимпелу Канади | На честь річки | Виготовлювач                                   | Закладено      | Спущено        | У строю        | Передано до ВМФ Канади | Статус |
| - | ------------------------- | --------------- | -------------------- | -------------- | ---------------------------------------------- | -------------- | -------------- | -------------- | ---------------------- | --- |
| 1 | «Дікой»                   | «Кутеней»       | H75                  | Кутеней        | John I. Thornycroft & Company, Вулстон         | 25 червня 1931 | 7 червня 1932  | 17 січня 1933  | 12 квітня 1943         | 1946 проданий на металобрухт                                                                                   |
| 2 | «Дайена»                  | «Марджері»      | H49                  | Марджері       | Palmers Shipbuilding and Iron Company, Геббурн | 12 червня 1931 | 16 червня 1932 | 21 грудня 1932 | 6 вересня 1940         | 22 жовтня 1940 року загинув у результаті зіткнення з торговельним судном MV «Порт Фейрі» в Атлантичному океані |

### Ескадрені міноносці типу «E»
| № | Корабель Великої Британії | Корабель Канади | Номер вимпелу Канади | На честь річки | Виготовлювач                             | Закладено       | Спущено        | У строю          | Передано до ВМФ Канади | Статус                                                       |
| - | ------------------------- | --------------- | -------------------- | -------------- | ---------------------------------------- | --------------- | -------------- | ---------------- | ---------------------- | ------------------------------------------------------------ |
| 1 | «Експрес»                 | «Гатино»        | H61                  | Гатино         | Swan Hunter & Wigham Richardson, Волсенд | 24 березня 1933 | 29 травня 1934 | 2 листопада 1934 | 3 червня 1943          | у 1955 виключений зі складу флоту, розібраний на металобрухт |

### Ескадрені міноносці типу «F»
| № | Корабель Великої Британії | Корабель Канади | Номер вимпелу Канади | На честь річки | Виготовлювач                    | Закладено      | Спущено        | У строю        | Передано до ВМФ Канади | Статус                                                               |
| - | ------------------------- | --------------- | -------------------- | -------------- | ------------------------------- | -------------- | -------------- | -------------- | ---------------------- | -------------------------------------------------------------------- |
| 1 | «Фоксхаунд»               | «К'Аппель»      | H69                  | К'Аппель       | John Brown & Company, Клайдбанк | 21 серпня 1933 | 12 жовтня 1934 | 6 червня 1935  | 8 лютого 1944          | 27 травня 1946 виключений зі складу флоту, розібраний на металобрухт |
| 2 | «Форчун»                  | «Саскачеван»    | H70                  | Саскачеван     | John Brown & Company, Клайдбанк | 25 липня 1933  | 29 серпня 1934 | 27 квітня 1935 | 31 травня 1943         | 28 січня 1946 виключений зі складу флоту, розібраний на металобрухт  |

### Ескадрені міноносці типу «G»
| № | Корабель Великої Британії | Корабель Канади | Номер вимпелу Канади | На честь річки | Виготовлювач                         | Закладено       | Спущено        | У строю        | Передано до ВМФ Канади | Статус                                                               |
| - | ------------------------- | --------------- | -------------------- | -------------- | ------------------------------------ | --------------- | -------------- | -------------- | ---------------------- | -------------------------------------------------------------------- |
| 1 | «Гріфін»                  | «Оттава» (H31)  | H31                  | Оттава         | Vickers-Armstrongs, Барроу-ін-Фернес | 20 вересня 1934 | 15 серпня 1935 | 6 березня 1936 | 1 березня 1943         | 27 травня 1946 виключений зі складу флоту, розібраний на металобрухт |

### Ескадрені міноносці типу «H»
| № | Корабель Великої Британії | Корабель Канади | Номер вимпелу Канади | На честь річки | Виготовлювач                          | Закладено      | Спущено         | У строю        | Передано до ВМФ Канади | Статус                                                                                    |
| - | ------------------------- | --------------- | -------------------- | -------------- | ------------------------------------- | -------------- | --------------- | -------------- | ---------------------- | ----------------------------------------------------------------------------------------- |
| 1 | «Хіроу»                   | «Шод'єр»        | H99                  | Шод'єр         | Vickers-Armstrongs, Ньюкасл-апон-Тайн | 28 лютого 1935 | 10 березня 1936 | 21 жовтня 1936 | 15 листопада 1943      | 17 серпня 1945 року виключений зі складу флоту, 19 березня 1946 розібраний на металобрухт |

- — виділений лідер ескадрених міноносців